# The Manticore and Other Horrors
The Manticore and Other Horrors deseti je studijski album britanskog ekstremnog metal sastava Cradle of Filth. U Europi ga je 29. listopada 2012. objavila diskografska kuća Peaceville Records, dok ga je dan kasnije u Sjevernoj Americi objavio Nuclear Blast. Prvi je i jedini album na kojem je postava grupe bila tročlana, a ne šesteročlana. Također je i posljednji album na kojem je gitaru svirao Paul Allender, koji je po drugi put napustio skupinu u travnju 2014. godine.

## O albumu
Gitarist Paul Allender rekao je web-stranici Ultimate Guitar: "Posljednja stvar koju bismo željeli učiniti jest snimiti još jedan album koji zvuči poput posljednja dva. Odlučili smo promijeniti kurs i vratiti se onome što smo znali činiti sa ženskim vokalima; sve te snažne melodijske dionice i harmonije... Ponovo sam napisao mnogo punkastih rifova. Doista je mračno i vrlo žestoko."
U priopćenju za tisak koje se održalo u kolovozu 2012. godine bilo je otkriveno da je album bio osmišljen kao "bestiarij, kolekcija priča o čudovištima", uključujući "osobne demone, himere, književne zloduhe i entitete koji porobljuju svijet..." Za naslovnu se skladbu, "Manticore", izjavilo da govori "o prekrasnom mitološkom hororu kojeg se ljudi počnu bojati poput unakažene glavešine strane okupacije u indijanskim provincijama". "Illicitus" i "Pallid Reflection" se pak bave "likantropijom i vampirizmom"; "For Your Vulgar Delectation" i "Frost on Her Pillow" su "stravične bajke"; a "The Abhorrent" i "Siding With the Titans" "veličaju krakaste lovecraftske vrijednosti".
Za skladbu "Frost on Her Pillow" bio je objavljen prvi glazbeni spot za promidžbu albuma, nakon što su "For Your Vulgar Delectation" i "Manticore" bile prenesene na Peacevilleovu SoundCloud stranicu.

## Popis pjesama
Tekstovi: Dani Filth, glazba: Paul Allender, Martin 'Marthus' Skaroupka i DJ Gunnarson.
| 1.    | »The Unveiling of O« (instrumental) | 2:07 |
| 2.    | »The Abhorrent«                     | 5:53 |
| 3.    | »For Your Vulgar Delectation«       | 4:46 |
| 4.    | »Illicitus«                         | 5:24 |
| 5.    | »Manticore«                         | 5:53 |
| 6.    | »Frost on Her Pillow«               | 4:12 |
| 7.    | »Huge Onyx Wings Behind Despair«    | 4:23 |
| 8.    | »Pallid Reflection«                 | 5:34 |
| 9.    | »Siding with the Titans«            | 5:17 |
| 10.   | »Succumb to This«                   | 4:43 |
| 11.   | »Sinfonia« (instrumental)           | 3:23 |
| 51:35 |                                     |      |

| Raspored pjesama na deluxe inačici | Raspored pjesama na deluxe inačici               | Raspored pjesama na deluxe inačici | Raspored pjesama na deluxe inačici | Raspored pjesama na deluxe inačici | Raspored pjesama na deluxe inačici | Raspored pjesama na deluxe inačici | Raspored pjesama na deluxe inačici | Raspored pjesama na deluxe inačici | Raspored pjesama na deluxe inačici |
| Br.                                | Skladba                                          | Trajanje                           |                                    |                                    |                                    |                                    |                                    |                                    |                                    |
| ---------------------------------- | ------------------------------------------------ | ---------------------------------- | ---------------------------------- | ---------------------------------- | ---------------------------------- | ---------------------------------- | ---------------------------------- | ---------------------------------- | ---------------------------------- |
| 1.                                 | »The Unveiling of O« (instrumental)              | 2:07                               |                                    |                                    |                                    |                                    |                                    |                                    |                                    |
| 2.                                 | »The Abhorrent«                                  | 5:53                               |                                    |                                    |                                    |                                    |                                    |                                    |                                    |
| 3.                                 | »For Your Vulgar Delectation«                    | 4:46                               |                                    |                                    |                                    |                                    |                                    |                                    |                                    |
| 4.                                 | »Illicitus«                                      | 5:24                               |                                    |                                    |                                    |                                    |                                    |                                    |                                    |
| 5.                                 | »Manticore«                                      | 5:53                               |                                    |                                    |                                    |                                    |                                    |                                    |                                    |
| 6.                                 | »Frost on Her Pillow«                            | 4:12                               |                                    |                                    |                                    |                                    |                                    |                                    |                                    |
| 7.                                 | »Huge Onyx Wings Behind Despair«                 | 4:23                               |                                    |                                    |                                    |                                    |                                    |                                    |                                    |
| 8.                                 | »Pallid Reflection«                              | 5:34                               |                                    |                                    |                                    |                                    |                                    |                                    |                                    |
| 9.                                 | »Siding with the Titans«                         | 5:17                               |                                    |                                    |                                    |                                    |                                    |                                    |                                    |
| 10.                                | »Succumb to This«                                | 4:43                               |                                    |                                    |                                    |                                    |                                    |                                    |                                    |
| 11.                                | »Nightmares of an Ether Drinker« (bonus skladba) | 4:33                               |                                    |                                    |                                    |                                    |                                    |                                    |                                    |
| 12.                                | »Death, the Great Adventure« (bonus skladba)     | 6:18                               |                                    |                                    |                                    |                                    |                                    |                                    |                                    |
| 13.                                | »Sinfonia« (instrumental)                        | 3:23                               |                                    |                                    |                                    |                                    |                                    |                                    |                                    |
| 62:26                              |                                                  |                                    |                                    |                                    |                                    |                                    |                                    |                                    |                                    |

## Recenzije
The Manticore and Other Horrors dobio je uglavnom pozitivne kritke. PopMatters ga je nazvao "najenergičnijim albumom skupine u gotovo jednom desetljeću", dok je Kerrang! napisao "ovdje nema ničega što Cradle of Filth nije drugdje napravio puno bolje."

## Zasluge
| Cradle of Filth - Dani Filth – vokali, produkcija - Paul Allender – gitara, produkcija - Martin 'Marthus' Skaroupka – bubnjevi, klavijature, produkcija Ostalo osoblje - James Sharrock – fotografija - Travis Smith – dodatna ilustracije - Kewin Miceli – dodatna ilustracije - Richard Beeching – omot albuma - Mark Harwood – snimanje (vokala), dodatni inženjer zvuka - Matt Vickerstaff – naslovnica, ilustracije - Scott Atkins – snimanje, produkcija, miksanje, mastering, inženjer zvuka | Dodatni glazbenici - Daniel Firth – bas-gitara - Lucy Atkins – vokali, zborski vokali - Jill Fallow – zborski vokali - Scarlet Summer – zborski vokali - India Price – zborski vokali - Janet Granger – zborski vokali - Petra Stiles-Swinton – zborski vokali - Anita Kilpatrick – zborski vokali - Robert L. Friars – zborski vokali - Daniel Oxblood – zborski vokali - Joseph Kelly – zborski vokali - Jasper Conway – zborski vokali - Will Graney – dirigent zbora, aranžmani |